# Залізничний транспорт Європи

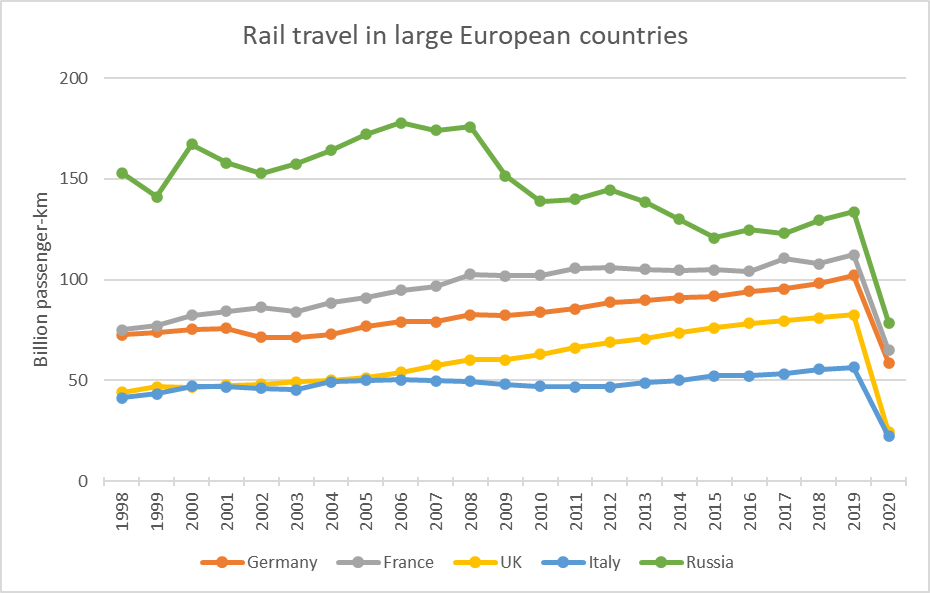
Пасажиро-кілометри у великих країнах з 1998—2020 рр.

Залізничний транспорт у Європі характеризується різноманітністю, як технічною, так і інфраструктурною.
Залізничні колії в Західній та Центральній Європі добре розвинені та знаходяться у хорошому стані. У Східній, Північній та Південній Європі часто спостерігаються проблеми з покриттям або інфраструктурою. Електрифіковані залізничні мережі працюють з безліччю різних напруг змінного та постійного струму, що варіюються від 750 до 25000 вольтів, а системи сигналізації відрізняються від країни до країни, перешкоджаючи транскордонному руху.
Європейський Союз націлений на спрощення транскордонних операцій, а також на створення приватний залізничних компаній для забезпечення конкуренції з національними залізничними компаніями. Держави-члени ЄС змогли відокремити надання транспортних послуг та управління інфраструктурою за допомогою директиви № 2012/34/EU «Single European Railway Directive 2012». Зазвичай національні залізничні компанії розділяються на окремі підрозділи або незалежні компанії для інфраструктури, пасажирських та вантажних перевезень. Пасажирські перевезення можна розділити на міжміські та приміські. Тому що приміські підрозділи часто забезпечують соціальні функції (тому часто є збитковими), тоді як міжміські перевезення зазвичай працюють без субсидіювання.
У Європейському Союзі пасажирські залізничні перевезення зросли на 50% у період між 2021 та 2022 роками, причому показник у 2022  році у пасажиро-кілометрах був трохи нижчим, ніж у 2019 році. Очікується, що ця тенденція збережеться, і в залізниці Європейського Союзу будуть здійснені швидкі інвестиції.
Швейцарія є європейським лідером за кількістю кілометрів, подоланих залізницею на одного жителя на рік, за нею  серед країн ЄС слідують Австрія та Франція . Швейцарія також посіла перше місце серед національних європейських залізничних систем у Європейському індексі ефективності залізниць 2017 року, за нею йдуть Данія, Фінляндія та Німеччина.
Майже всі європейські країни мають діючі залізничні лінії, єдиними винятками є Ісландія, Кіпр та мікродержави Андорра (яка ніколи не мала залізниці), а також Мальта та Сан-Марино (чиї єдині залізничні лінії були повністю або здебільшого демонтовані). Росія, Німеччина та Франція мають найдовші залізничні мережі в Європі. Крім островів Великої Британії, Ірландії та Данії, діючі острівні залізниці також присутні на Корсиці, острові Мен, Майорці, Сардинії, Сицилії та Вангероге.
Розклади громадського транспорту, включаючи залізничний, змінюються щорічно, зазвичай у другу неділю грудня та червня відповідно. "Європейський залізничний розклад" публікує розклади руху поїздів для всіх європейських країн.
Туристи, що подорожують залізницею між країнами Європи, можуть скористатися проїзними документами Eurail або Interrail.

## Історія
Європа була епіцентром розвитку залізничного транспорту і сьогодні має одну з найщільніших мереж (у середньому 46 км на кожні 1000 км² у ЄС станом на 2013 рік). Через свою історію європейські залізничні системи часто відрізняються між країнами шириною колії, габаритами рухомого складу, системою електрифікації та висотою платформ.
Сучасними викликами є досягнення сумісності та стандартизація залізничних ліній, продовження розбудови високошвидкісної залізничної інфраструктури.

## Відмінності між країнами

Системи електрифікації :
750 в, постійний струм
1.5 кВ, постійний струм
3 кВ, постійний струм
15 кВ, змінний струм з частотою 16.7 Гц
25 кВ, змінний струм з частотою 50 Гц
Неелектрифіковано

Європейський покажчик ефективності залізниць станом та 2017 рік класифікував результати діяльності національних залізниць наступним чином:
1. Перший рівень: Швейцарія, Данія, Фінляндія, Німеччина, Австрія, Швеція та Франція.
2. Рівень другий: Велика Британія, Нідерланди, Люксембург, Іспанія, Чехія, Норвегія, Бельгія та Італія.
3. Третій рівень: Литва, Словенія, Ірландія, Угорщина, Латвія, Словаччина, Польща, Португалія, Румунія та Болгарія.

### Ширина колії
Оскільки більшість залізниць Європи використовують колії шириною 1435 мм. Цю ширину також використовують у деяких інших країнах, наприклад, на Піренейському півострові. В країнах, території яких раніше входили до складу Російської імперії та Радянського Союзу: поширена широка колія. Наприклад, країни Східної Європи, такі як Росія, Україна, Вірменія, Молдова, Білорусь, Фінляндія та країни Балтії (Естонія, Латвія, Литва) використовують ширину колії 1520 мм або 1524 мм (також відому як російська колія). В Іспанії та Португалії ширина колії 1668 мм (також відома як Піренейська колія). Головною причиною різної ширини колії між країнами була ідея запобігання руху поїздів із ворожих країн. Конкуренція між залізницями та переваги тої чи іншої ширини колії також відігравали роль у різних стандартах. Ірландія використовує стандарт колії шириною 1600 мм, який в Ірландії називають «ірландською колією» (але Ірландія це острів без зовнішніх транскордонних зв'язків).
У Європі також є багато вузькоколійних залізниць, особливо в гірських регіонах.
Існують різні технічні рішення для випадків зміни ширини колії. Між країнами Східної Європи, які використовують євроколію та Білоруссю і Україною здійснюється трудомістка процедура обміну візками пасажирських поїздів. У рамках проєкту Rail Baltica ведеться будівництво нової міжнародної залізничної лінії європейської ширини колії для інтеграції балтійських держав із загальноєвропейською залізничною мережею. На певних маршрутах курсують поїзди, обладнані візками, що адаптуються до різної ширини колії – такі як на сполученні між Францією та Іспанією, або на переході між вузькоколійними й стандартними дільницями (прикладом слугує швейцарський експрес GoldenPass). Деякі лінії мають колію суміщеної ширини. 
Усі європейські високошвидкісні залізничні лінії побудовані з шиною 1435 мм, що є стандартною для Європи.

### Лівосторонній та правосторонній рух

Правосторонній рух
Лівосторонній рух
Залізниця відсутня або лише одноколійна залізниця

На двоколійних залізничних лініях у більшості європейських країн застосовується правосторонній рух, хоча в окремих державах практикується лівосторонній. Залізниці Ліхтенштейну, Сан-Марино та Ватикану представлені виключно одноколійними лініями.
| Лівосторонній рух                                                                                          | Правосторонній рух |
| Бельгія \| Франція \| Велика Британія \| Італія \| Монако \| Португалія \| Словенія \| Швеція \| Швейцарія | Албанія \| Вірменія \| Австрія \| Азербайджан \| Білорусь \| Боснія і Герцеговина \| Болгарія \| Хорватія \| Чехія \| Данія \| Естонія \| Фінляндія \| Грузія \| Німеччина \| Греція \| Угорщина \| Косово \| Латвія \| Литва \| Люксембург \| Молдова \| Чорногорія \| Нідерланди \| Північна Македонія \| Норвегія \| Польща \| Румунія \| Росія \| Сербія \| Словаччина \| Іспанія \| Туреччина \| Україна |

### Система електрифікації
Відсоток електрифікації ліній різниться між країнами. Майже 57% залізничних ліній в Європейському Союзі електрифіковані, тоді як у Швейцарії електрифіковано близько 99%. 
Аналогічно, системи електрифікації ліній відрізняються між країнами. 
Починаючи з 1912 року, в Німеччині, Австрії, Ліхтенштейні, Швейцарії, Норвегії та Швеції діє система електрифікації на 15 кВ змінного струму, у той час як залізниці Нідерландів та Франції функціонують на основі 1500 В постійного струму.
Франція, Португалія, Литва, більшість Південно-Східної Європи (Угорщина, Хорватія, Сербія, Боснія і Герцеговина, Чорногорія, Косово, Північна Македонія, Греція, Болгарія, Румунія) та Туреччина (також частини Чехії, Словаччини та України) використовують 25 кВ змінного струму, тоді як Іспанія, Бельгія, Уельс, більша частина Англії, Польща, Італія, Словенія, Молдова, Південний Кавказ (Вірменія, Азербайджан, Грузія) та Росія (також частини Чехії, Словаччини та України) використовують 3 кВ постійного струму. Станом на 2024 рік, залізничні лінії в Албанії не електрифіковані, і те саме стосується більшості ліній в Ірландії та більшої частини Шотландії. Все це робить будівництво справді загальноєвропейських транспортних засобів складним завданням, і до недавніх розробок у будівництві локомотивів це в основному вважалося непрактичним і надто дорогим.

## Вантажні перевезення

### Огляд
Загалом лише близько 18% європейських вантажів переміщується залізницею; у деяких країнах, наприклад у Франції, цей відсоток значно нижчий, але значно вищий в інших країнах, зокрема в Литві, де понад 70% внутрішніх вантажів перевозиться потягами.

## Пасажирські перевезення

### Огляд
Європейські залізниці характеризуються розвиненою інфраструктурою, високошвидкісними коліями та насиченою мережею сполучень між містами та країнами. Щорічно залізницями Європи подорожують мільйони пасажирів, що робить цей вид транспорту одним із найпопулярніших на континенті.